# Otto von Emmich

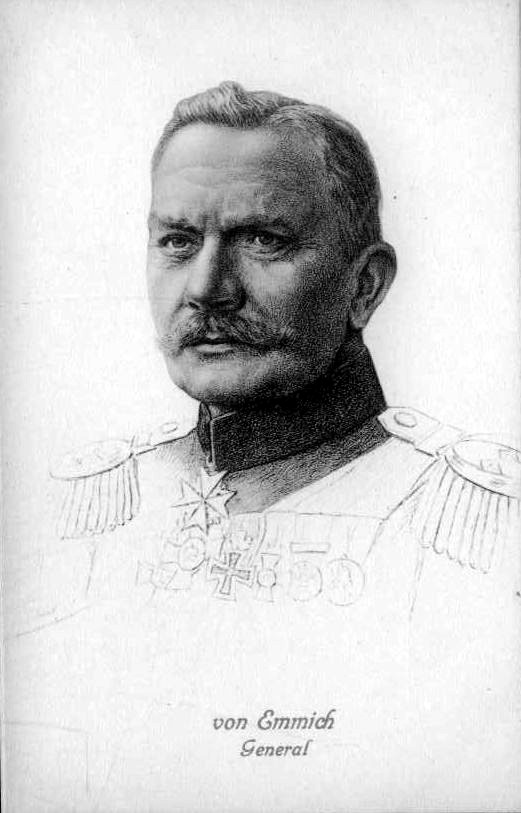
Otto von Emmich

Albert Theodor Otto Emmich, từ năm 1912 là von Emmich (4 tháng 7 năm 1848 tại Minden – 22 tháng 12 năm 1915 tại Hannover) là một sĩ quan quân đội Phổ, đã được thăng đến cấp Thượng tướng Bộ binh. Từng tham gia trong cuộc Chiến tranh Pháp-Đức (1870 – 1871), và đã chỉ huy thắng lợi các lực lượng Đức trong trận đánh thực thụ đầu tiên của cuộc Chiến tranh thế giới thứ nhất năm 1914.

## Cuộc đời
Emmich là con trai của một đại tá. Sau khi tốt nghiệp trường trung học Minden, ông đã trở thành một thiếu sinh quân trong Trung đoàn Bộ binh "Graf Bülow von Dennewitz" (Westfalen số 6) số 55, và tham gia chiến đấu trong cuộc Chiến tranh Pháp-Đức (1870 – 1871). Vào ngày 18 tháng 5 năm 1905, ông được phong quân hàm Thiếu tướng và đồng thời được bổ nhiệm làm Tư lệnh của Sư đoàn số 31 ở Saarbrücken. Vào ngày 14 tháng 2 năm 1905, ông được phong cấp Trung tướng, sau đó vào ngày 22 tháng 5 được bổ nhiệm làm Tư lệnh Sư đoàn số 10 ở Posen.
Vào năm 1909, ông lên quân hàm Thượng tướng Bộ binh và được ủy nhiệm làm Tướng tư lệnh của Quân đoàn X đóng quân tại Hannover.
Vào ngày 27 tháng 1 năm 1912, tại kinh thành Berlin, Emmich được nhận tước hiệu quý tộc.
Khi cuộc Chiến tranh thế giới thứ nhất bùng nổ, vào tháng 8 năm 1914 Emmich đã chỉ huy quân đoàn của mình trong hoạt động quân sự lớn đầu tiên của cuộc chiến, cuộc chinh phạt Liège. Do thắng lợi này, ông đã trở thành sĩ quan đầu tiên của Đức được tặng Huân chương Quân công trong chiến tranh. Vào tháng 9, quân đoàn của ông đã tham chiến trong trận sông Marne lần thứ nhất, sau đó bắt đầu tình trạng chiến tranh chiến hào tại Reims. Vào tháng 4 năm 1915, ông được thuyên chuyển sang Mặt trận phía Đông và tham gia trong Chiến dịch tấn công Gorlice-Tarnów.
Vào tháng 12 năm 1915, Emmich từ trần tại Hannover do xơ cứng động mạch. Tang lễ theo nghi thức quân đội của ông đã được tổ chức trọng thể ở Hannover.

## Tặng thưởng
- Thập tự Sắt của Huân chương Đại bàng Đỏ
- Huân chương Vương miện hạng nhất
- Huân chương Thập tự Sắt hạng hai (1870)
- Huân chương Quân công vào ngày 7 tháng 8 năm 1914 (lễ phong tặng Huân chương Quân công đầu tiên của Đức trong Thế chiến thứ nhất) cùng với Erich Ludendorff do cuộc đánh chiếm Liège
- Lá sồi gắn vào Huân chương Quân công ngày 14 tháng 5 năm 1915

## Vinh danh

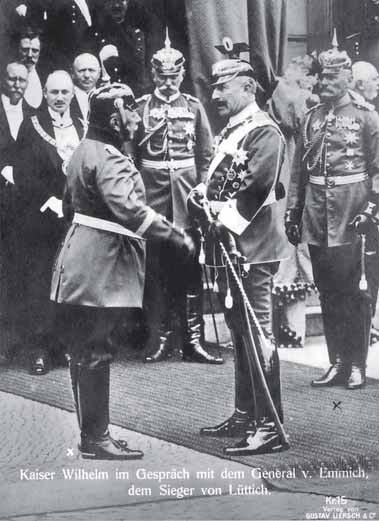
Đức hoàng Wilhelm gặp gỡ Emmich (1914)

- Bia kỷ niệm do kiến trúc sư Paul Wolf thiết kế
- Công dân danh dự của thành phố Hannover vào ngày 26 tháng 8 năm 1915
- "Đài tưởng niệm Emmich" trên đảo Borkum
- "Quảng trường Emmich" ở Hannover
- "Doanh trại Emmich-Cambrai" ở Hannover, trước năm 1997 là Trường Sĩ quan Lục quân I và sau năm 2009 là Trường Quân cảnh và Nhân viên Bộ chỉ huy Quân đội Liên bang. Cái tên này xuất phát từ việc hợp nhất "Doanh trại Emmich" và "Doanh trại Cambrai" (theo tên một trận đánh ở miền Bắc Pháp năm 1917 trong Thế chiến thứ nhất) thành một doanh trại
- Ngày nay có "Đường Emmich" tại Berlin, Gelsenkirchen, Gladbeck, Oberhausen, Pirmasens và Wuppertal-Vohwinkel.
- "Đường Von Emmich" cũng hiện hữu ở Hildesheim và Konstanz. Đường "Von Emmich" ở Konstanz được quyết định đổi tên vào tháng 4 năm 2012[1]